# Cova de Scărișoara
Cova de Scărișoara (en romanès: Peștera Scărișoara, en hongarès: Aranyosfői-jégbarlang), és una de les coves de gel més grans de les muntanyes Apuseni de Romania, en una part de la cadena dels Carpats. Es considera una cova d'espectacles i una de les meravelles naturals de Romania. També s'ha descrit com una cova glacera.

## Història
Esmentada per primera vegada el 1863 pel geògraf austríac Arnold Schmidl, que va fer algunes observacions i el primer mapa de la cova, fou explorada posteriorment pel científic i espeleòleg romanès Emil Racoviță entre 1921 i 1923, que l'esmentà i el seu origen a la seva obra Speologia (Espeleologia) de 1927. La cova de gel es va formar fa 3.500 anys, durant les glaciacions, quan aquestes muntanyes estaven cobertes de neu i gel. Es desconeix la data exacta en què els humans van descobrir la cova per primera vegada.

## Descripció
La cova es troba a una altitud aproximada de 1,150 m sobre el nivell del mar. Són 120 m de profunditat i 720 m de llarg. L'eix d'entrada, que és de 60 m de diàmetre i 50 m de profunditat, dona accés a través d'una escala metàl·lica a una gran cambra, la sala gran, que té aproximadament 108 m de llarg i 78 m d'ample. El Gran Saló inclou un penya-segat de gel de prop de 18 m d'alçada que dona a una piscina anomenada Piscina de Gel.
Des del Gran Saló, els passatges condueixen a diverses altres habitacions anomenades: l'Església, que presenta més de 100 estalagmites de gel, la Gran Reserva, la Galeria Coman a l'esquerra i la petita Reserva a la dreta.
El gel dins de la cova té un volum estimat de 75.000 metres cúbics i en alguns llocs pot arribar a tenir un gruix de fins a 20 m. La temperatura és de fins a +1 °C a l'estiu i fins a -7 °C a l'hivern. A la part dels turistes, la temperatura mitjana ronda els 0 °C. Els ratpenats viuen a la cova de gel, igual que els petits insectes (2-3) mm de llarg) anomenat Pholeuon prozerpinae glaciale. A la Reserva Gran es va descobrir un esquelet Rupicapra.

## Accés
La porció de la cova oberta als turistes inclou l'eix d'entrada, la sala gran i l'església. L'accés a les altres cambres està reservat a la investigació científica per acord de l'Institut Speològic de Cluj-Napoca.